# Luna 24
Luna 24 (em russo: Луна que significa lua), foi a designação da terceira missão robótica, esta bem sucedida, conduzida pela União Soviética, com o objetivo de pousar na Lua e retornar uma amostra do solo lunar para a Terra. A espaçonave usada nessa missão era do tipo E-8-5M.

## A espaçonave
A espaçonave consistia em dois estágios interligados: um estágio de descida e um estágio de subida montado sobre o primeiro. O estágio de descida era um cilindro montado sobre um conjunto de tanques esféricos com quatro "pernas", um motor principal e jatos auxiliares para atuar durante a descida diminuindo a velocidade. O estágio de subida, era um cilindro menor com o topo arredondado. Ele carregava um recipiente hermeticamente fechado para a amostra de solo dentro de uma capsula de reentrada esférica.

## A missão

### Lançamento
O lançamento da Luna 24, ocorreu em 9 de agosto de 1976 as 15:04:12 UTC, através de um foguete Proton-K, a partir da plataforma 81/24 do Cosmódromo de Baikonur que a levou a uma órbita de espera intermediária e em seguida impulsionada em direção à Lua.

### Percurso e órbita
Depois de cinco dias e meio de voo em direção à Lua, que incluíram uma única manobra de correção de curso realizada em 11 de agosto, a Luna 24 entrou em órbita circular a 115 km da superfície da Lua com 120° de inclinação, em 14 de agosto de 1976. Nessa órbita foram efetuados estudos sobre a gravidade lunar.

### Pouso
Quatro dias depois de entrar em órbita, em 18 de agosto, as 06:36:00 UTC a espaçonave pousou na Lua depois de disparar seus retrofoguetes. O pouso ocorreu a 12°45' de latitude Norte e 62°12' de longitude Leste, numa região conhecida como Mare Crisium, não muito distante do local onde a Luna 23 havia pousado.

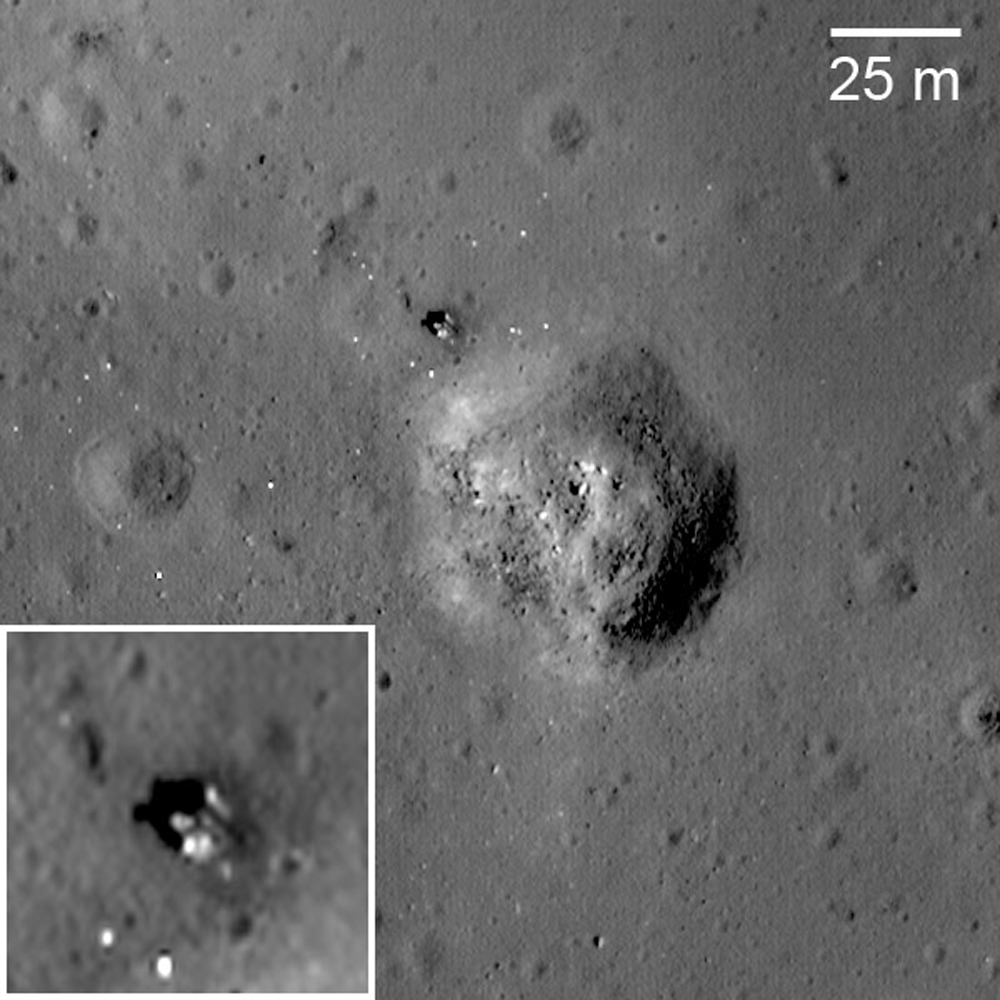
O estágio de descida da Luna 24, fotografado pelo Lunar Reconnaissance Orbiter (LRO).

### Coleta
| Missão Lunar | Quantidade Retornada | Ano  |
| ------------ | -------------------- | ---- |
| Luna 16      | 101 g                | 1970 |
| Luna 20      | 55 g                 | 1972 |
| Luna 24      | 170 g                | 1976 |
| TOTAL        | 326 g                |      |

Alguns minutos depois do pouso a sonda começou a transmitir imagens da superfície lunar. Uma broca automatizada perfurou pouco mais de 2 metros do solo lunar recolhendo amostras em seu interior. Em seguida suspendeu o recipiente com as amostras, depositando-o no interior da cápsula de reentrada esférica localizada no módulo de subida, no topo da espaçonave.

### Retorno
Finalmente, depois de pouco menos de 24 horas na superfície lunar, o módulo de subida foi acionado partindo a Lua em direção à Terra as 05:25:00 UTC de 19 de agosto de 1976. Três dias depois, sem necessidade de correção de curso, numa trajetória direta, a cápsula com 170 gramas de amostra de solo lunar reentrou na atmosfera terrestre. O paraquedas foi acionado e a cápsula pousou a 200 km a Sudeste de Surgut no Oeste da Sibéria as 17:55 UTC de 22 de agosto de 1976.